# 卡米拉·科诺托普
卡米拉·塞爾希伊芙娜·科诺托普（羅馬化：Kamila Serhiivna Konotop；2001年3月23日—），乌克兰女子举重运动员，2021年欧洲举重锦标赛女子55公斤级金牌得主、2022年欧洲举重锦标赛女子55公斤级银牌得主、2023年欧洲举重锦标赛女子59公斤级金牌得主、2023年世界举重锦标赛女子59公斤级银牌得主。